# エレイン・ヴィンター
エレイン・エリー・ヴィンター（ドイツ語: Elaine "Elly" Winter、1895年12月31日 - 没年不明）は、ドイツ出身のフィギュアスケート選手（女子シングル）。1928年サンモリッツオリンピックドイツ代表。

## 主な戦績
| 大会/年      | 1918-19 | 1919-20 | 1921-22 | 1927-28 |
| ------------ | ------- | ------- | ------- | ------- |
| オリンピック |         |         |         | 18      |
| ドイツ選手権 |         | 1       | 1       | 1       |